# Bràfim
Bràfim est une commune de la comarque de l'Alt Camp dans la province de Tarragone en Catalogne (Espagne).

## Jumelage
La commune de Bràfim est jumelée avec :
- Prayssac dans le département du Lot en France.